# Seleção de Futebol da Transcarpátia
A Seleção de Futebol da Transcarpátia é a equipe que representa a Transcarpátia, minoria húngara na Ucrânia. Eles não são afiliados à FIFA nem à UEFA, e portanto, não podem disputar a Copa do Mundo nem a Eurocopa.

## História
A Transcarpátia ingressou na ConIFA em 2016, competindo inicialmente na Copa Europeia ConIFA de 2017 como uma equipe convidada. Eles perderam seu primeiro jogo internacional por 1 a 0 contra o país anfitrião, o Chipre do Norte, mas derrotaram a Ossétia do Sul no último dia e terminaram em terceiro no Grupo A, colocando-os no quinto lugar do "play-off". Uma vitória por 5 a 4 nas cobranças de pênaltis sobre a Ilha de Man garantiu que a equipe terminasse em 5º no geral.
Devido à sua inatividade após o torneio, a Transcarpátia não conseguiu se classificar para a Copa do Mundo ConIFA de 2018. No entanto, após a desistência da Alta Hungria, eles foram admitidos no torneio final como substituto curinga. A equipe chegou a vencer o torneio, derrotando o Chipre do Norte nos pênaltis na final.
Em outubro de 2018, foi noticiado pela ConIFA, que a Federação de Futebol da Ucrânia havia banido os jogadores da Transcarpátia com cidadania ucraniana de atividades de futebol por toda a vida, enquanto os nacionais húngaros da equipe foram informados de que não podem mais entrar na Ucrânia.